# Loredana Cozzi
Loredana Cozzi (Roma, 1938) es actriz, pintora y activista feminista. Entre los años 60 y 70 vivió en Buenos Aires y en Bonn y en 1979 se instaló definitivamente en Barcelona.
Ha intervenido como intérprete y directora en varios montajes teatrales en Buenos Aires, Barcelona o Zaragoza. Destacan como directora El extraño caso del Dr. Jekyll y Mr. Hyde, de R. L. Stevenson, 1977 y Esta noche… Leopardi, 1988; como intérprete: Vení, charlemos (diciendo tangos), 1999.
Desde 2001 ha dirigido varias ediciones y montajes derivados del Laboratorio de Investigación Teatral dentro del Campo de la Improvisación, basado en una técnica que ella misma ha ideado.
También se ha dedicado a la locución radiofónica y a la lectura dramatizada.
Su actividad pictórica se ha visto reflejada en varias exposiciones a destacar la realizada en 2017 en el Instituto Italiano di Cultura de Barcelona.